# Didymoteicho
Didymoteicho (řecky Διδυμότειχο, turecky Dimetoka, bulharsky Димотика – Dimotika) je město ležící v severovýchodním Řecku, v Dolnothrácké nížině na břehu řeky Marici na hranici s Tureckem.
Správou město spadá do řeckého kraje Východní Makedonie a Thrákie a má necelých 10 tisíc obyvatel.

## Historie
První osídlení je zaznamenáno z neolitu, jak dokládají archeologické nálezy. Ty potvrzují rovněž prosperující antickou osadu, která je prokazatelně nepřetržitě obývána od byzantské éry. V roce 813 se stala součástí první bulharské říše poté, co ji dobyl chán Krum. Později si město podrobila znovu Byzantská říše a narodili se tu byzantští císaři Basileios II. a Jan III. Počátkem 13. století se města zmocnili na čtvrté křížové výpravě křižáci. Záhy poté ho v roce 1207 dobyl car Kalojan a připojil na více než půl století k druhé bulharské říši. Pak se vláda nad městem navrátila Byzantské říší. V roce 1322 se tu narodil císař Jan V. O osm let později, během byzantské občanské války, si město zvolil za sídlo Jan VI.
Město padlo trvale do osmanského panství v roce 1361 a záhy se stalo sídlem osmanských sultánů namísto asijské Bursy, ovšem nedlouho poté v roce 1366 přesídlili do Drinolpole. V té době bylo Didymoteicho po Cařihradu druhé největší město v Thrákii. Když byl v únoru 1713 zatčen na svém útěku od bitvy u Poltavy švédský král Karel XII., byl ve městě držen v domácím vězení sultánem Ahmedem III. až do listopadu.
Během první balkánské války obsadila Didymoteicho bulharská armáda, která v bezprostředně následující druhé balkánské válce ustoupila před tureckými vojsky. Město zůstalo turecké až do roku 1915, kdy ho Osmanská říše postoupila Bulharsku včetně okolí jako kompenzaci před vstupem Bulharska do války na straně Centrálních mocností. Roku 1919 připadlo podle smlouvy z Neuilly Řecku. Muslimské obyvatelstvo západní Thrákie bylo smlouvou z Lausanne vyňato z výměny obyvatelstva mezi Řeckem a Tureckem, ta ovšem změnila zdejší demografické složení, protože se do města přistěhovali řečtí utečenci především z Malé Asie a východní Thrákie. Na druhé straně bylo ze Západní Thrákie vystěhováno 53 tisíc Bulharů. Za druhé světové války Bulharsko město znovu obsadilo a tehdy (1943) byla vyhubena místní židovská minorita transportem do koncentračních táborů. Od roku 1944 je Didymoteicho trvale součástí Řecka.

## Současnost
Hlavním zdrojem příjmu většiny obyvatel je zemědělství a navazující potravinářský průmysl, a to především pěstování a zpracování bavlny a kukuřice a také provoz mlékáren. Prosperujícím službám významně napomáhá silná koncentrace armády u hranic s Tureckem.